# I farisei chiedono un segno a Gesù
I farisei chiedono un segno a Gesù è un episodio del ministero di Gesù riportato dai vangeli sinottici.

## Narrazione
Nel vangelo secondo Marco, i farisei chiedono a Gesù un segno dal cielo per metterlo alla prova, ma Gesù rifiuta, affermando che nessun segno sarebbe stato dato a quella generazione. 
 Nel vangelo secondo Matteo la narrazione è più ampia e la richiesta del segno avviene in due occasioni. Nella prima, Gesù risponde che non sarebbe stato dato nessun segno se non il "segno di Giona" e afferma che come Giona restò nel ventre del pesce per tre giorni e tre notti, così il Figlio dell'Uomo sarebbe rimasto per tre giorni e tre notti nel cuore della terra; aggiunge poi che gli abitanti di Ninive, che si erano convertiti in seguito alla predicazione di Giona, avrebbero giudicato e condannato la presente generazione di ebrei, che Gesù definisce "perversa e adultera". Nella seconda, Gesù ricorda ai farisei che osservando il cielo è possibile sapere che tempo farà e li rimprovera perché sanno distinguere l'aspetto del cielo ma non sono in grado di distinguere i segni dei tempi, quindi dice loro che alla generazione presente, che definisce nuovamente adultera e perversa, non sarebbe stato dato nessun segno se non il segno di Giona. 
 Nel vangelo secondo Luca, non sono i farisei a chiedere un segno ma la gente comune e anche in questo caso Gesù risponde che a quella generazione non sarebbe stato dato nessun segno se non il segno di Giona e aggiunge che Giona era stato un segno per gli abitanti di Ninive, mentre il Figlio dell'Uomo sarebbe stato un segno per la generazione presente.

## Interpretazione
Per spiegare le discordanze nei racconti evangelici, alcuni esegeti ritengono che gli evangelisti abbiano rielaborato diversamente un racconto proveniente dalla fonte Q. Marco avrebbe accorciato il racconto evitando il riferimento a Giona, personaggio non familiare per i non ebrei a cui era prevalentemente destinato il suo vangelo. Matteo, che scriveva per gli ebrei che conoscevano bene la Bibbia, avrebbe sottolineato il parallelo tra la permanenza di Giona nel pesce e la morte e risurrezione di Gesù, dando un'interpretazione post-pasquale del riferimento al profeta dell'Antico Testamento. Luca, che si rivolgeva ad un uditorio universale, avrebbe citato Giona sottolineando la sua predicazione rivolta ai non ebrei (gli abitanti di Ninive). Secondo diversi esegeti, la versione di Luca è quella che probabilmente si avvicina di più al racconto originario, mentre il parallelo in Matteo tra Giona e il Figlio dell'Uomo (Mt 12,40) sarebbe un'aggiunta dell’evangelista nel tentativo di fornire una spiegazione più chiara e soddisfacente.
L'espressione "segno di Giona" si presta a diverse interpretazioni. Si potrebbe interpretare come una prefigurazione della risurrezione di Gesù, ma è stato obiettato che essa è stata un segno per i discepoli e per coloro che credevano in Gesù, non per i giudei che lo hanno rifiutato. Secondo un'altra interpretazione, potrebbe riferirsi alla futura distruzione di Gerusalemme avvenuta nel 70 d.C.: mentre Ninive fu risparmiata perché i suoi abitanti hanno ascoltato Giona, Gerusalemme non lo sarebbe stata perché i suoi abitanti non hanno ascoltato Gesù, che era più grande di Giona. Secondo altri autori, potrebbe invece riferirsi alla futura parusia di Gesù, quando egli, a somiglianza di Giona, sarà manifestato da Dio come scampato alla morte e coloro che non gli hanno creduto e non lo hanno accolto come inviato di Dio saranno condannati.